# Wonder World Tour

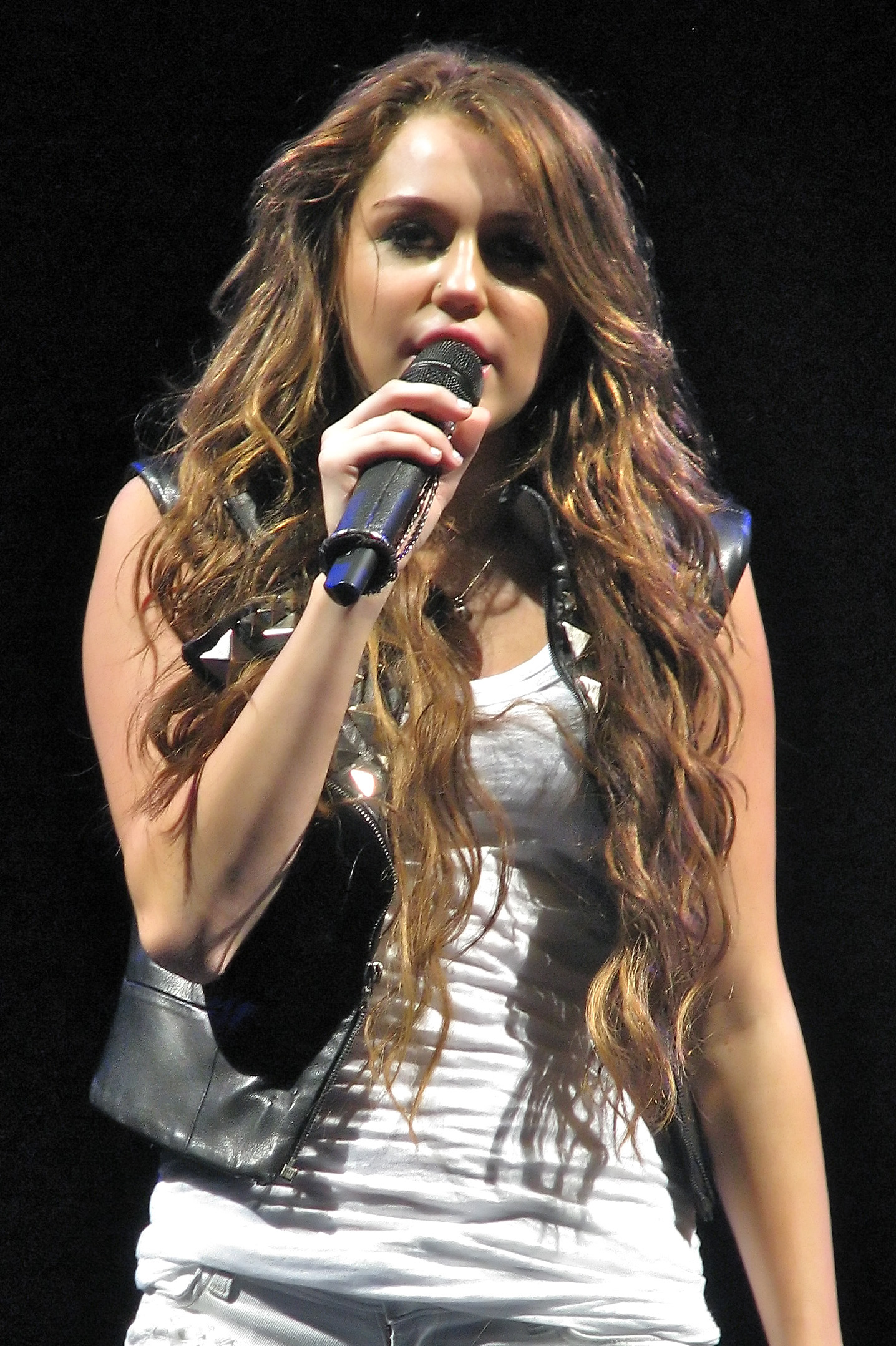
Miley Cyrus singt auf ihrer „Wonder World Tour“

Die Wonder World Tour 2009 war eine Konzerttournee der US-amerikanischen Sängerin Miley Cyrus in den USA und Europa. Diese zweite Tour war die erste, in der sie weltweit und nicht unter dem Namen Hannah Montana auftrat.
Die Tournee wurde von AEG Live veranstaltet. Cyrus sang Lieder aus den Alben Meet Miley Cyrus, Breakout, Hannah Montana: The Movie und The Time of Our Lives (EP). Veranstaltungsorte waren überwiegend Stadien und Arenen. Die Tour brachte laut Angaben von AEG Live bei den 45 Konzerten in den USA über 45,2 Millionen $ ein.
Ausschnitte der Tournee wurden in der einstündigen Fernsehsendung Miley Cyrus: Live From London am 18. Juni 2010 auf dem amerikanischen Fernsehsender ABC ausgestrahlt. Die Sendung wurde von über 2,7 Millionen Zuschauern gesehen. Das Konzert befindet sich in voller Länge auf der DVD der Deluxe-Edition ihres dritten Studio-Albums Can’t Be Tamed, welches am 28. Juni in Europa veröffentlicht wurde.

## Hintergrundinformationen
Nachdem Cyrus den Film Mit dir an meiner Seite abgedreht hatte, kehrte sie nach Los Angeles zurück, um für ihre Tour zu proben. In einem Telefoninterview mit dem Radiomoderator Ryan Seacrest für die Radiosendung On Air With Ryan Seacrest sagte Cyrus, dass sie anstatt wie üblich drei Monate nur drei Wochen für ihre Tournee proben konnte. In einem Interview mit MTV News erklärte sie, dass es aus Zeitgründen keine Gastauftritte während der Tour geben wird. Am 3. Juni 2009 wurde die Tournee offiziell auf verschiedenen Websites angekündigt, darunter auch auf Cyrus offizielle Seite bei Twitter, Walmart, AEG Live und der Homepage ihres offizieller Fanclub MileyWorld. Zuerst wurden nur die US-amerikanischen Tourdaten verkündet. Am 5. Juni 2009 folgten die Daten für das Vereinigte Königreich. Pro verkauftem Ticket wurde ein Dollar der City of Hope Foundation, welche gegen Krebs kämpft, gespendet.

## Stil und Bühnenbild
Einige Bühnenoutfits wurden von Cyrus’ und Max Azrias Modelinie gesponsert. Auf ihrer Twitter-Seite schrieb Cyrus, dass ihre Outfits sehr individuell und „rockig“ sein werden. Cyrus sagte, dass die Wonder World Tour sehr viele Requisiten enthalten wird, wie Traktoren, Boote und Motorräder.

## Setlist

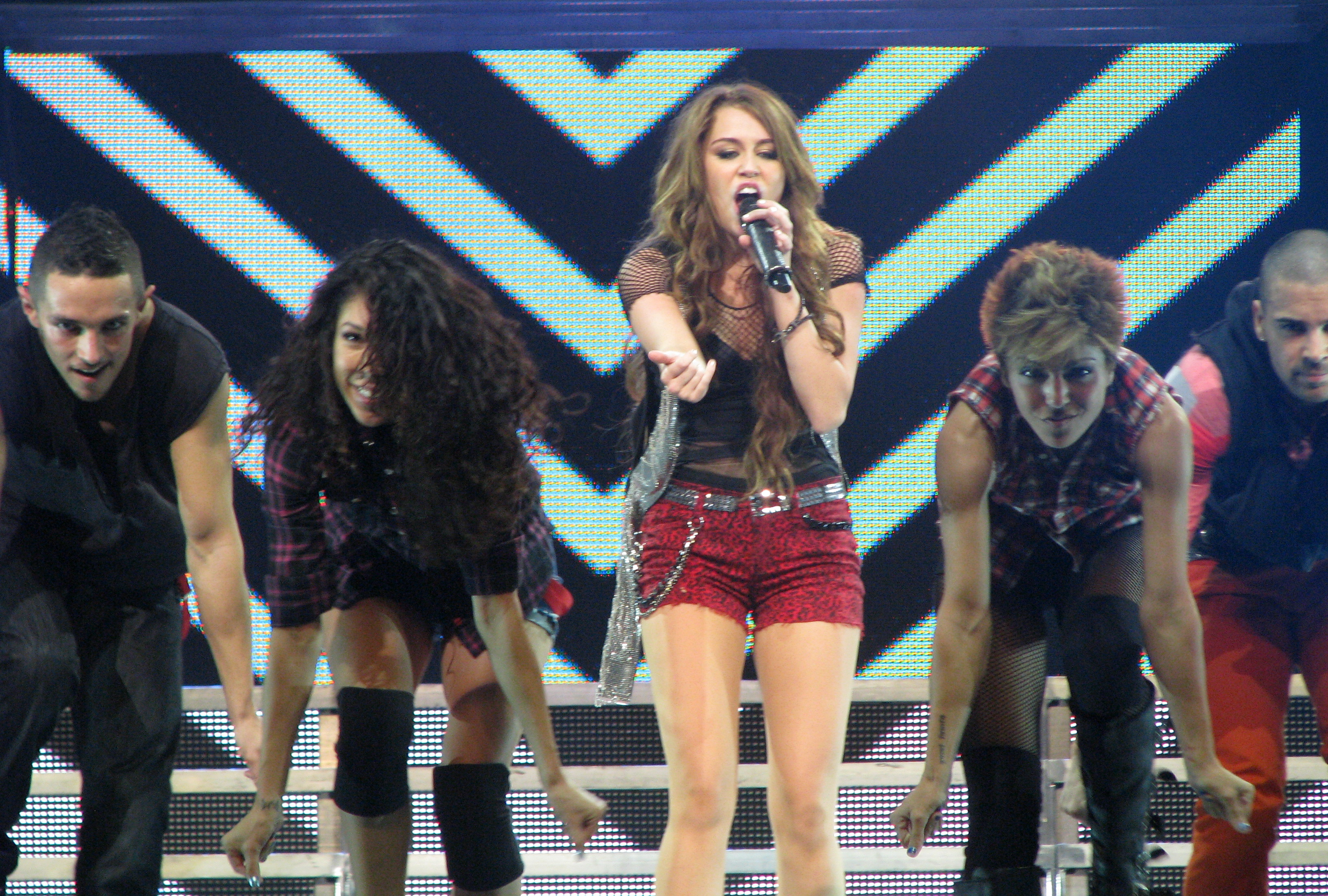
Cyrus singt „Spotlight“ auf der Wonder World Tour

| 1. „Breakout“ 2. „Start All Over“ 3. „7 Things“ 4. „Kicking and Screaming“ 5. „Bottom of the Ocean“ 6. „Fly on the Wall“ 7. „Let's Get Crazy“ 8. „Hoedown Throwdown“ 9. „These Four Walls“ | 10. „When I Look at You“ 11. „Obsessed“ 12. „Spotlight“ 13. „G.N.O. (Girl's Night Out)“ 14. „I Love Rock 'N Roll“ 15. „Party in the U.S.A.“ 16. „Wake Up America/Hovering“ (feat. Trace Cyrus) 17. „Simple Song“ | Zugaben: 1. „See You Again“ 2. „The Climb“ |

### Besonderheiten

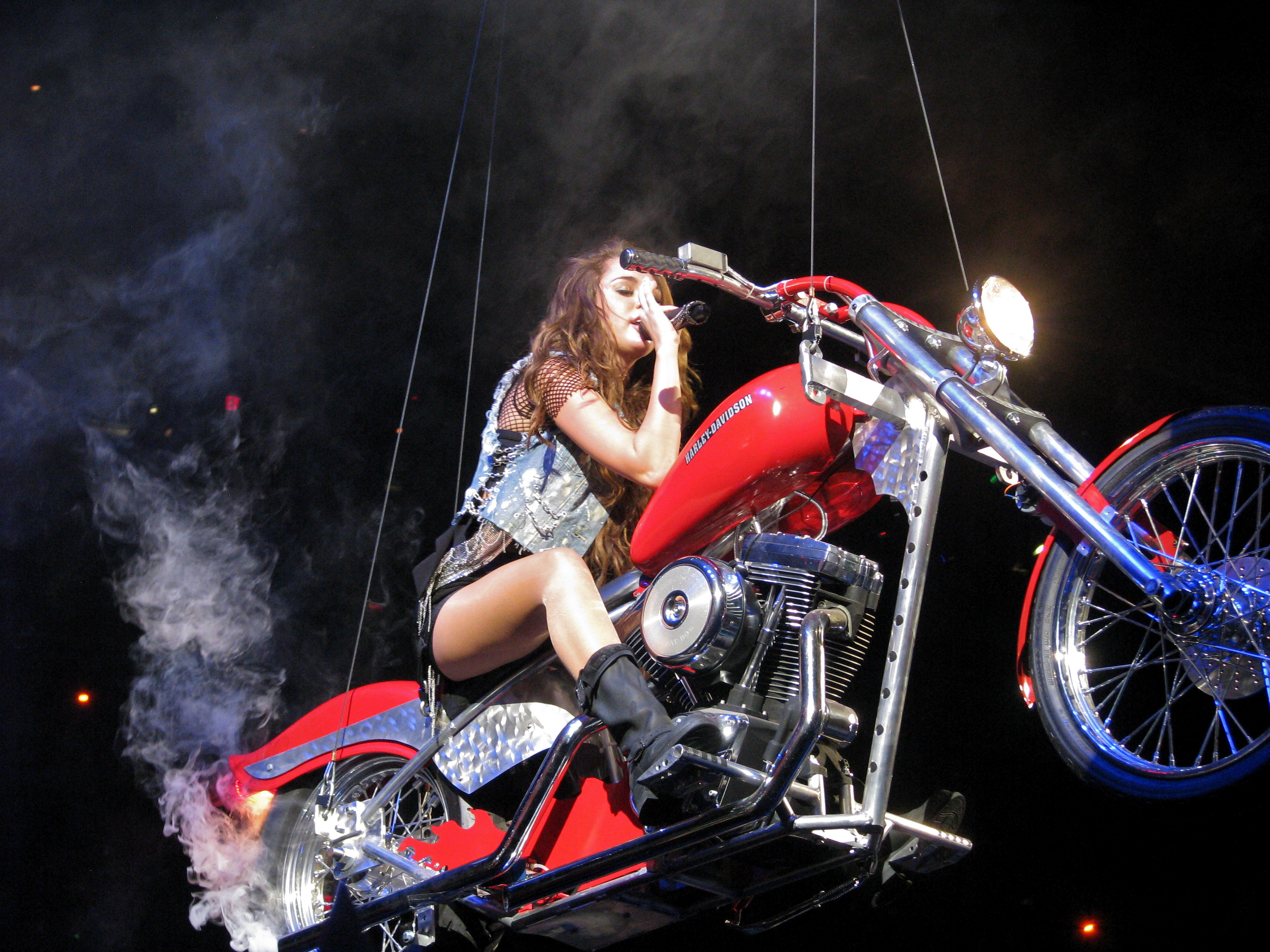
Cyrus auf ihrem „fliegenden“ Motorrad bei ihrem Konzertauftritt in San Antonio

Cyrus studierte zu Ehren Michael Jacksons eine kleine Tanzsequenz seines Hits Thriller ein, welche sie nach dem Lied Fly on the Wall aufführte. Außerdem änderte sie diverse Textstellen in dem Lied Party in the U.S.A. in Gedenken an Michael Jackson ab. In einigen Städten ersetzte Cyrus das Wort „Nashville“ in der Textstelle „it's definitely not a Nashville party“ in den Namen der Stadt, in der sie gerade auftrat.
Nachdem alle Tickets in Europa ausverkauft waren, erklärte sich Cyrus bereit, am 29. Dezember 2009 in London ein fünftes Konzert zu veranstalten. Verkaufsstart dieser Tickets war am 30. Oktober 2009. Während ihrer zwei Auftritte in Irland verzichtete Cyrus in dem Song I Love Rock'n'Roll auf das „fliegende“ Motorrad, weil es die Konstruktion der Halle nicht zuließ. Bei allen anderen Konzerten musste auf keine Spezialeffekte verzichtet werden.

## Tourdaten
| Nordamerika        |                   |                        |                                   |
| 14. September 2009 | Portland          | Vereinigte Staaten     | Rose Garden Arena                 |
| 16. September 2009 | Tacoma            | Vereinigte Staaten     | Tacoma Dome                       |
| 18. September 2009 | Oakland           | Vereinigte Staaten     | Oracle Arena                      |
| 20. September 2009 | San José          | Vereinigte Staaten     | HP Pavilion at San Jose           |
| 22. September 2009 | Los Angeles       | Vereinigte Staaten     | Staples Center                    |
| 23. September 2009 | Anaheim           | Vereinigte Staaten     | Honda Center                      |
| 25. September 2009 | Phoenix           | Vereinigte Staaten     | Jobing.com Arena                  |
| 26. September 2009 | Las Vegas         | Vereinigte Staaten     | Thomas & Mack Center              |
| 29. September 2009 | Salt Lake City    | Vereinigte Staaten     | EnergySolutions Arena             |
| 6. Oktober 2009    | Auburn Hills      | Vereinigte Staaten     | Palace of Auburn Hills            |
| 7. Oktober 2009    | Columbus          | Vereinigte Staaten     | Nationwide Arena                  |
| 9. Oktober 2009    | Des Moines        | Vereinigte Staaten     | Wells Fargo Arena                 |
| 10. Oktober 2009   | Milwaukee         | Vereinigte Staaten     | Bradley Center                    |
| 12. Oktober 2009   | Tulsa             | Vereinigte Staaten     | BOK Center                        |
| 13. Oktober 2009   | Omaha             | Vereinigte Staaten     | Qwest Center Omaha                |
| 15. Oktober 2009   | San Antonio       | Vereinigte Staaten     | AT&T Center                       |
| 17. Oktober 2009   | Kansas City       | Vereinigte Staaten     | Sprint Center                     |
| 18. Oktober 2009   | Dallas            | Vereinigte Staaten     | American Airlines Center          |
| 20. Oktober 2009   | New Orleans       | Vereinigte Staaten     | New Orleans Arena                 |
| 21. Oktober 2009   | Memphis           | Vereinigte Staaten     | FedExForum                        |
| 23. Oktober 2009   | Birmingham        | Vereinigte Staaten     | BJCC Arena                        |
| 24. Oktober 2009   | North Little Rock | Vereinigte Staaten     | Verizon Arena                     |
| 27. Oktober 2009   | Chicago           | Vereinigte Staaten     | United Center                     |
| 28. Oktober 2009   | St. Louis         | Vereinigte Staaten     | Scottrade Center                  |
| 29. Oktober 2009   | Minneapolis       | Vereinigte Staaten     | Target Center                     |
| 31. Oktober 2009   | Louisville        | Vereinigte Staaten     | Freedom Hall                      |
| 1. November 2009   | Lexington         | Vereinigte Staaten     | Rupp Arena                        |
| 3. November 2009   | Washington, D.C.  | Vereinigte Staaten     | Verizon Center                    |
| 4. November 2009   | Philadelphia      | Vereinigte Staaten     | Wachovia Center                   |
| 5. November 2009   | University Park   | Vereinigte Staaten     | Bryce Jordan Center               |
| 7. November 2009   | Newark            | Vereinigte Staaten     | Prudential Center                 |
| 8. November 2009   | Newark            | Vereinigte Staaten     | Prudential Center                 |
| 9. November 2009   | Boston            | Vereinigte Staaten     | TD Garden                         |
| 12. November 2009  | Hartford          | Vereinigte Staaten     | XL Center                         |
| 15. November 2009  | Cleveland         | Vereinigte Staaten     | Quicken Loans Arena               |
| 16. November 2009  | Indianapolis      | Vereinigte Staaten     | Conseco Fieldhouse                |
| 18. November 2009  | Hempstead         | Vereinigte Staaten     | Nassau Veterans Memorial Coliseum |
| 19. November 2009  | Hempstead         | Vereinigte Staaten     | Nassau Veterans Memorial Coliseum |
| 22. November 2009  | Greensboro        | Vereinigte Staaten     | Greensboro Coliseum               |
| 24. November 2009  | Charlotte         | Vereinigte Staaten     | Charlotte Bobcats Arena           |
| 25. November 2009  | Nashville         | Vereinigte Staaten     | Bridgestone Arena                 |
| 28. November 2009  | Columbia          | Vereinigte Staaten     | Colonial Life Arena               |
| 29. November 2009  | Atlanta           | Vereinigte Staaten     | Philips Arena                     |
| 1. Dezember 2009   | Tampa             | Vereinigte Staaten     | St. Pete Times Forum              |
| 2. Dezember 2009   | Miami             | Vereinigte Staaten     | American Airlines Arena           |
| Europa             |                   |                        |                                   |
| 13. Dezember 2009  | London            | Vereinigtes Königreich | The O2 Arena                      |
| 14. Dezember 2009  | London            | Vereinigtes Königreich | The O2 Arena                      |
| 16. Dezember 2009  | Dublin            | Irland                 | The O2 Arena                      |
| 17. Dezember 2009  | Dublin            | Irland                 | The O2 Arena                      |
| 19. Dezember 2009  | London            | Vereinigtes Königreich | The O2 Arena                      |
| 20. Dezember 2009  | London            | Vereinigtes Königreich | The O2 Arena                      |
| 22. Dezember 2009  | Birmingham        | Vereinigtes Königreich | LG Arena                          |
| 23. Dezember 2009  | Birmingham        | Vereinigtes Königreich | LG Arena                          |
| 27. December 2009  | Manchester        | Vereinigtes Königreich | MEN Arena                         |
| 28. Dezember 2009  | Manchester        | Vereinigtes Königreich | MEN Arena                         |
| 29. Dezember 2009  | London            | Vereinigtes Königreich | The O2 Arena                      |

- Aufgrund einer Halsentzündung von Cyrus mussten drei Konzerte verschoben werden: Das erste vom 2. Oktober in Omaha wurde am 13. Oktober, das zweite vom 3. Oktober in Kansas City wurde am 17. Oktober und das dritte vom 4. Oktober in St. Louis wurde am 28. Oktober nachgeholt.[4]
- Alle Konzerte in London wurden gefilmt und auf der DVD der Deluxe-Edition ihres Albums Can’t Be Tamed veröffentlicht.